# Oporinia coarctata
Oporinia coarctata là một loài bướm đêm trong họ Geometridae.